# Adam Ravander
Adam Emanuel Ravander, född 23 oktober 1817 i Saltvik, Åland, död 1866, var en finsk orgelbyggare och organist.
Han byggde tre orglar på Åland. 
Hans farfar kom till Åland 1762 och arbetade med Karl-Petter Lenningh i Sunds kyrka.

## Biografi
Ravander föddes den 23 oktober 1817 och döptes 26 oktober i Saltvik, Åland. Fadern var expeditionsbefallningsmannen Jan Fredric Ravander (1785–1846) och modern Anna Stina Jöransdotter (1780–1855). Familjen bodde på Näs S. L. nr 6. Ravander flyttade till Åbo 1842 och tillbaka till föräldrarna i Saltvik 1843. Han var nu extra landskanslist och gift med Johanna Aurora Lohman. De flyttade 1844 till Eckerö. På Eckerö bosätter de sig på kyrkbyn och han är nu kronolänsman.

## Lista över orglar
- 1861 Eckerö kyrka[8]